# Philadelphia Cycling Classic 2015
La 3e édition de la Philadelphia Cycling Classic a lieu le 1er juin 2015. C'est la sixième épreuve de la Coupe du monde de cyclisme sur route féminine 2015, compétition qu'elle intègre cette année-là. Elle est remportée par la Britannique Elizabeth Armitstead.

## Équipes
| Équipes féminines professionnelles (15)- Alé Cipollini - Bigla - BMW p/b Happy Tooth Dental - Boels Dolmans - BTC City Ljubljana - Hitec Products - Itau Shimano Ladies Power - Optum-Kelly Benefit Strategies - Pepper Palace-The Happy Tooth - Tibco-SVB - Twenty16-Sho-Air - UnitedHealthcare Women's - Velocio-SRAM - Wiggle Honda - Xirayas de San Luis Équipes nationales (2)- Colombie - Mexique Équipe féminines amateur (2)- Colavita-Fine Cooking - Fearless Femme-Haute Wheels Racing |
| |

## Parcours
Six tours de circuit de 19,7 km sont effectués pour une distance total de 118,3 km. La rivière Schuylkill River est longée dans le nord-ouest de Philadelphie. Le départ et l'arrivée sont placés au Manayunk Wall, un côte d'environ 800 m de long avec une pente moyenne de 8 % et maximale de 17 %,. Les côtes de Lemon Hill et Strawberry Mansion Drive sont également parcourues.
Des prix de monts sont placés en haut de Lemon Hill et du Manayunk Wall. Un sprint intermédiaire se situe à l'intersection de Kelly Drive et Midvale Avenue.

## Favorites
Les principales favorites se trouvent dans la formation Boels Dolmans avec la vainqueur sortante Evelyn Stevens, la puncheuse Elizabeth Armitstead et la grimpeuse et récente championne des États-Unis  Megan Guarnier . Elisa Longo Borghini est la principale concurrente face à elles. La leader de la Coupe du monde, Anna van der Breggen, n'est pas présente,.

## Récit de la course
Aucune échappée ne se forme dans le premier tour. Dans le second, Jasmin Glaesser sort dans la côte de Lemon Hill. Elle se maintient en tête durant deux tours. Alison Jackson attaque et revient sur Glaesser. Elles sont reprises par le peloton dans le Manayunk Wall à la fin du troisième tour. Kirsten Wild remporte la plupart des sprints intermédiaire en étant emmenée par sa coéquipière Emilie Møberg. Cette dernière part seule et reste en tête pendant la moitié d'un tour. La formation Velocio-SRAM a aussi une tactique agressive avec de nombreuses attaques.
Dans le dernier tour, le peloton est groupé bien que réduit. Charlotte Becker attaque, mais la formation Boels Dolmans contrôle la course. Dalia Muccioli tente à son tour sa chance, mais est reprise sous l'impulsion de la Twenty16 p/b Sho-Air. À l'approche du Manayunk Wall, Loren Rowney puis Alexis Ryan accélèrent le rythme pour Joëlle Numainville et Coryn Rivera. Elisa Longo Borghini est la première à attaquer, mais Elizabeth Armitstead la reprend et la dépasse. Alena Amialiusik est troisième.

## Classement final
| \| Classement général \| Classement général \| Classement général \| Classement général \| Classement général \| \| Coureuse \| Coureuse \| Pays \| Équipe \| Temps \| \| ------------------ \| ------------------------- \| ------------------ \| ------------------------------ \| ------------------ \| \| 1re \| Lizzie Armitstead \| Royaume-Uni \| Boels Dolmans \| 2 h 58 min 01 s \| \| 2e \| Elisa Longo Borghini \| Italie \| Wiggle Honda \| + 0 s \| \| 3e \| Alena Amialiusik \| Biélorussie \| Velocio-SRAM \| + 0 s \| \| 4e \| Shelley Olds \| États-Unis \| Bigla \| + 0 s \| \| 5e \| Coryn Rivera \| États-Unis \| UnitedHealthcare \| + 3 s \| \| 6e \| Evelyn Stevens \| États-Unis \| Boels Dolmans \| + 5 s \| \| 7e \| Leah Kirchmann \| Canada \| Optum-Kelly Benefit Strategies \| + 5 s \| \| 8e \| Lex Albrecht \| Canada \| Optum-Kelly Benefit Strategies \| + 5 s \| \| 9e \| Maria Giulia Confalonieri \| Italie \| Alé Cipollini \| + 5 s \| \| 10e \| Brianna Walle \| États-Unis \| Optum-Kelly Benefit Strategies \| + 12 s \| |                           |             |                                |                 |
| |                           |             |                                |                 |
| Source : Cycling Quotient |                           |             |                                |                 |
| Classement général |                           |             |                                |                 |
| Coureuse | Coureuse                  | Pays        | Équipe                         | Temps           |
| 1re | Lizzie Armitstead         | Royaume-Uni | Boels Dolmans                  | 2 h 58 min 01 s |
| 2e | Elisa Longo Borghini      | Italie      | Wiggle Honda                   | + 0 s           |
| 3e | Alena Amialiusik          | Biélorussie | Velocio-SRAM                   | + 0 s           |
| 4e | Shelley Olds              | États-Unis  | Bigla                          | + 0 s           |
| 5e | Coryn Rivera              | États-Unis  | UnitedHealthcare               | + 3 s           |
| 6e | Evelyn Stevens            | États-Unis  | Boels Dolmans                  | + 5 s           |
| 7e | Leah Kirchmann            | Canada      | Optum-Kelly Benefit Strategies | + 5 s           |
| 8e | Lex Albrecht              | Canada      | Optum-Kelly Benefit Strategies | + 5 s           |
| 9e | Maria Giulia Confalonieri | Italie      | Alé Cipollini                  | + 5 s           |
| 10e | Brianna Walle             | États-Unis  | Optum-Kelly Benefit Strategies | + 12 s          |

### Points attribués
| Position           | 1er | 2e  | 3e | 4e | 5e | 6e | 7e | 8e | 9e | 10e | 11e | 12e | 13e | 14e | 15e | 16e | 17e | 18e | 19e | 20e |
| Classement général | 120 | 100 | 85 | 70 | 60 | 50 | 40 | 35 | 30 | 25  | 20  | 18  | 16  | 14  | 12  | 10  | 8   | 6   | 4   | 2   |

## Liste des participantes
| Légende | Légende                                                                       | Légende | Légende                                                    |
| ------- | ----------------------------------------------------------------------------- | ------- | ---------------------------------------------------------- |
| Num     | Dossard de départ porté par le coureur sur cette Philadelphia Cycling Classic | Pos     | Position à l'arrivée de la course                          |
|         | Indique un maillot de champion national ou mondial, suivi de sa spécialité    | NP      | Indique un coureur qui n'a pas pris le départ de la course |
| AB      | Indique un coureur qui n'a pas terminé la course                              | HD      | Indique un coureur qui a terminé la course hors des délais |

| Boels Dolmans DLT | Boels Dolmans DLT               | Boels Dolmans DLT |
| ----------------- | ------------------------------- | ----------------- |
| Num               | Coureuse                        | Pos               |
| 1                 | Evelyn Stevens (USA)            | 6e                |
| 2                 | Megan Guarnier (USA) (route)    | 14e               |
| 3                 | Lizzie Armitstead (GBR)         | 1re               |
| 4                 | Christine Majerus (LUX) (route) | 25e               |

| Wiggle Honda WHT | Wiggle Honda WHT              | Wiggle Honda WHT |
| ---------------- | ----------------------------- | ---------------- |
| Num              | Coureuse                      | Pos              |
| 11               | Mara Abbott (USA)             | 45e              |
| 12               | Giorgia Bronzini (ITA)        | 19e              |
| 13               | Elisa Longo Borghini (ITA)    | 2e               |
| 14               | Chloe Hosking (AUS)           | AB               |
| 15               | Emilia Fahlin (SWE)           | AB               |
| 16               | Mayuko Hagiwara (JPN) (route) | 29e              |

| Velocio-SRAM VEL | Velocio-SRAM VEL               | Velocio-SRAM VEL |
| ---------------- | ------------------------------ | ---------------- |
| Num              | Coureuse                       | Pos              |
| 21               | Alena Amialiusik (BLR) (route) | 3e               |
| 22               | Élise Delzenne (FRA)           | 58e              |
| 23               | Karol-Ann Canuel (CAN)         | 16e              |
| 24               | Tiffany Cromwell (AUS)         | 34e              |
| 25               | Loren Rowney (AUS)             | 61e              |
| 26               | Tayler Wiles (USA)             | 62e              |

| Bigla BCT | Bigla BCT                     | Bigla BCT |
| --------- | ----------------------------- | --------- |
| Num       | Coureuse                      | Pos       |
| 31        | Shelley Olds (USA)            | 4e        |
| 32        | Joëlle Numainville (CAN)      | 11e       |
| 33        | Iris Slappendel (NED) (route) | 17e       |
| 34        | Sharon Laws (GBR)             | 44e       |
| 35        | Clara Koppenburg (GER)        | 46e       |
| 36        | Doris Schweizer (SUI)         | AB        |

| Alé Cipollini ALE | Alé Cipollini ALE               | Alé Cipollini ALE |
| ----------------- | ------------------------------- | ----------------- |
| Num               | Coureuse                        | Pos               |
| 41                | Elena Berlato (ITA)             | 37e               |
| 42                | Maria Giulia Confalonieri (ITA) | 9e                |
| 43                | Annalisa Cucinotta (ITA)        | AB                |
| 44                | Dalia Muccioli (ITA)            | 63e               |
| 45                | Marta Tagliaferro (ITA)         | AB                |
| 46                | Flávia Oliveira (BRA)           | 18e               |

| Hitec Products HPU | Hitec Products HPU     | Hitec Products HPU |
| ------------------ | ---------------------- | ------------------ |
| Num                | Coureuse               | Pos                |
| 51                 | Emilie Moberg (NOR)    | 33e                |
| 52                 | Miriam Bjørnsrud (NOR) | 21e                |
| 53                 | Charlotte Becker (GER) | 47e                |
| 55                 | Kirsten Wild (NED)     | 51e                |
| 56                 | Vita Heine (NOR)       | 40e                |

| BTC City Ljubljana BTC | BTC City Ljubljana BTC    | BTC City Ljubljana BTC |
| ---------------------- | ------------------------- | ---------------------- |
| Num                    | Coureuse                  | Pos                    |
| 61                     | Eugenia Bujak (POL)       | 12e                    |
| 62                     | Mia Radotić (CRO) (route) | AB                     |
| 63                     | Jelena Erić (SRB) (route) | AB                     |
| 64                     | Elena Valentini (ITA)     | AB                     |

| Twenty16-Sho-Air T16 | Twenty16-Sho-Air T16  | Twenty16-Sho-Air T16 |
| -------------------- | --------------------- | -------------------- |
| Num                  | Coureuse              | Pos                  |
| 71                   | Carmen Small (USA)    | 55e                  |
| 72                   | Lauren Hall (USA)     | 59e                  |
| 73                   | Lauren Komanski (USA) | 15e                  |
| 74                   | Andrea Dvorak (USA)   | 56e                  |
| 75                   | Alison Jackson (CAN)  | 48e                  |
| 76                   | Jessica Cerra (USA)   | AB                   |

| Colombie COL | Colombie COL               | Colombie COL |
| ------------ | -------------------------- | ------------ |
| Num          | Coureuse                   | Pos          |
| 91           | Lorena Vargas              | 49e          |
| 92           | Diana Peñuela              | 36e          |
| 93           | Natalia Franco             | AB           |
| 94           | Valentina Paniagua (route) | AB           |

| BMW p/b Happy Tooth Dental BMW | BMW p/b Happy Tooth Dental BMW | BMW p/b Happy Tooth Dental BMW |
| ------------------------------ | ------------------------------ | ------------------------------ |
| Num                            | Coureuse                       | Pos                            |
| 101                            | Miranda Griffiths (AUS)        | AB                             |
| 102                            | Liza Rachetto (USA)            | 26e                            |
| 103                            | Kathryn Bertine                | AB                             |
| 104                            | Erica Zaveta (USA)             | 38e                            |
| 105                            | Shoshauna Routley (CAN)        | AB                             |
| 106                            | Megan Rathwell (CAN)           | 35e                            |

| Itau Shimano Ladies Power Team SLP | Itau Shimano Ladies Power Team SLP | Itau Shimano Ladies Power Team SLP |
| ---------------------------------- | ---------------------------------- | ---------------------------------- |
| Num                                | Coureuse                           | Pos                                |
| 111                                | Rocío Parrado (COL)                | 31e                                |
| 112                                | Andreina Rivera (COL)              | 66e                                |
| 113                                | Jessenia Meneses (COL)             | 23e                                |
| 114                                | Aranza Villalón (CHI)              | 30e                                |
| 115                                | Maria Aldana Cetra (ARG)           | AB                                 |

| Optum-Kelly Benefit Strategies OPW | Optum-Kelly Benefit Strategies OPW | Optum-Kelly Benefit Strategies OPW |
| ---------------------------------- | ---------------------------------- | ---------------------------------- |
| Num                                | Coureuse                           | Pos                                |
| 121                                | Lex Albrecht (CAN)                 | 8e                                 |
| 122                                | Amy Charity (USA)                  | 42e                                |
| 123                                | Leah Kirchmann (CAN) (route)       | 7e                                 |
| 124                                | Jasmin Duehring (CAN)              | 60e                                |
| 125                                | Brianna Walle (USA)                | 10e                                |
| 126                                | Maura Kinsella (USA)               | AB                                 |

| Tibco-Silicon Valley Bank TIB | Tibco-Silicon Valley Bank TIB | Tibco-Silicon Valley Bank TIB |
| ----------------------------- | ----------------------------- | ----------------------------- |
| Num                           | Coureuse                      | Pos                           |
| 141                           | Lauren Stephens (USA)         | 13e                           |
| 142                           | Joanne Kiesanowski (NZL)      | 27e                           |
| 143                           | Kathrin Hammes (GER)          | 28e                           |
| 144                           | Emily Collins (NZL)           | 39e                           |
| 145                           | Kendall Ryan (USA)            | 52e                           |
| 146                           | Joanne Hogan (AUS)            | 54e                           |

| UnitedHealthcare UHC | UnitedHealthcare UHC   | UnitedHealthcare UHC |
| -------------------- | ---------------------- | -------------------- |
| Num                  | Coureuse               | Pos                  |
| 151                  | Coryn Rivera (USA)     | 5e                   |
| 152                  | Laura Brown (CAN)      | 53e                  |
| 153                  | Hannah Barnes (GBR)    | 22e                  |
| 154                  | Katie Hall (USA)       | 24e                  |
| 155                  | Rushlee Buchanan (NZL) | 57e                  |
| 156                  | Alexis Magner (USA)    | 32e                  |

| Mexique MEX | Mexique MEX         | Mexique MEX |
| ----------- | ------------------- | ----------- |
| Num         | Coureuse            | Pos         |
| 162         | Marcela Prieto      | AB          |
| 163         | Ana María Hernandez | 64e         |
| 164         | Dulce Pliego        | 43e         |
| 165         | Ana Garza           | AB          |

| Colavita–Fine Cooking ___ | Colavita–Fine Cooking ___ | Colavita–Fine Cooking ___ |
| ------------------------- | ------------------------- | ------------------------- |
| Num                       | Coureuse                  | Pos                       |
| 171                       | Jessica Cutler (USA)      | AB                        |
| 172                       | Kathryn Donovan (USA)     | 50e                       |
| 175                       | Mary Zider (USA)          | 20e                       |
| 176                       | Whitney Allison (USA)     | AB                        |

| Fearless Femme-Haute Wheels Racing ___ | Fearless Femme-Haute Wheels Racing ___ | Fearless Femme-Haute Wheels Racing ___ |
| -------------------------------------- | -------------------------------------- | -------------------------------------- |
| Num                                    | Coureuse                               | Pos                                    |
| 181                                    | Christy Keely (USA)                    | AB                                     |
| 182                                    | Fiona Meade (IRL) (route)              | AB                                     |
| 183                                    | Janelle Cole (USA)                     | AB                                     |
| 185                                    | Lauretta Hanson (AUS)                  | AB                                     |
| 186                                    | Starla Teddergreen (USA)               | AB                                     |

| Xirayas de San Luis XSL | Xirayas de San Luis XSL     | Xirayas de San Luis XSL |
| ----------------------- | --------------------------- | ----------------------- |
| Num                     | Coureuse                    | Pos                     |
| 191                     | Antonella Leonardi (ARG)    | AB                      |
| 192                     | Maria Carla Alvarez (ARG)   | AB                      |
| 193                     | Valeria Romina Pintos (ARG) | AB                      |
| 194                     | Debora Noelia Haedo (ARG)   | AB                      |

| Pepper Palace-The Happy Tooth PPC | Pepper Palace-The Happy Tooth PPC | Pepper Palace-The Happy Tooth PPC |
| --------------------------------- | --------------------------------- | --------------------------------- |
| Num                               | Coureuse                          | Pos                               |
| 201                               | Laura Jorgensen (USA)             | 41e                               |
| 202                               | Lindsay Bayer (USA)               | 65e                               |
| 203                               | Christina Gokey-Smith (USA)       | AB                                |
| 204                               | Courteney Lowe (NZL)              | AB                                |

| Boels Dolmans DLT | Boels Dolmans DLT               | Boels Dolmans DLT |
| ----------------- | ------------------------------- | ----------------- |
| Num               | Coureuse                        | Pos               |
| 1                 | Evelyn Stevens (USA)            | 6e                |
| 2                 | Megan Guarnier (USA) (route)    | 14e               |
| 3                 | Lizzie Armitstead (GBR)         | 1re               |
| 4                 | Christine Majerus (LUX) (route) | 25e               |

| Wiggle Honda WHT | Wiggle Honda WHT              | Wiggle Honda WHT |
| ---------------- | ----------------------------- | ---------------- |
| Num              | Coureuse                      | Pos              |
| 11               | Mara Abbott (USA)             | 45e              |
| 12               | Giorgia Bronzini (ITA)        | 19e              |
| 13               | Elisa Longo Borghini (ITA)    | 2e               |
| 14               | Chloe Hosking (AUS)           | AB               |
| 15               | Emilia Fahlin (SWE)           | AB               |
| 16               | Mayuko Hagiwara (JPN) (route) | 29e              |

| Velocio-SRAM VEL | Velocio-SRAM VEL               | Velocio-SRAM VEL |
| ---------------- | ------------------------------ | ---------------- |
| Num              | Coureuse                       | Pos              |
| 21               | Alena Amialiusik (BLR) (route) | 3e               |
| 22               | Élise Delzenne (FRA)           | 58e              |
| 23               | Karol-Ann Canuel (CAN)         | 16e              |
| 24               | Tiffany Cromwell (AUS)         | 34e              |
| 25               | Loren Rowney (AUS)             | 61e              |
| 26               | Tayler Wiles (USA)             | 62e              |

| Bigla BCT | Bigla BCT                     | Bigla BCT |
| --------- | ----------------------------- | --------- |
| Num       | Coureuse                      | Pos       |
| 31        | Shelley Olds (USA)            | 4e        |
| 32        | Joëlle Numainville (CAN)      | 11e       |
| 33        | Iris Slappendel (NED) (route) | 17e       |
| 34        | Sharon Laws (GBR)             | 44e       |
| 35        | Clara Koppenburg (GER)        | 46e       |
| 36        | Doris Schweizer (SUI)         | AB        |

| Alé Cipollini ALE | Alé Cipollini ALE               | Alé Cipollini ALE |
| ----------------- | ------------------------------- | ----------------- |
| Num               | Coureuse                        | Pos               |
| 41                | Elena Berlato (ITA)             | 37e               |
| 42                | Maria Giulia Confalonieri (ITA) | 9e                |
| 43                | Annalisa Cucinotta (ITA)        | AB                |
| 44                | Dalia Muccioli (ITA)            | 63e               |
| 45                | Marta Tagliaferro (ITA)         | AB                |
| 46                | Flávia Oliveira (BRA)           | 18e               |

| Hitec Products HPU | Hitec Products HPU     | Hitec Products HPU |
| ------------------ | ---------------------- | ------------------ |
| Num                | Coureuse               | Pos                |
| 51                 | Emilie Moberg (NOR)    | 33e                |
| 52                 | Miriam Bjørnsrud (NOR) | 21e                |
| 53                 | Charlotte Becker (GER) | 47e                |
| 55                 | Kirsten Wild (NED)     | 51e                |
| 56                 | Vita Heine (NOR)       | 40e                |

| BTC City Ljubljana BTC | BTC City Ljubljana BTC    | BTC City Ljubljana BTC |
| ---------------------- | ------------------------- | ---------------------- |
| Num                    | Coureuse                  | Pos                    |
| 61                     | Eugenia Bujak (POL)       | 12e                    |
| 62                     | Mia Radotić (CRO) (route) | AB                     |
| 63                     | Jelena Erić (SRB) (route) | AB                     |
| 64                     | Elena Valentini (ITA)     | AB                     |

| Twenty16-Sho-Air T16 | Twenty16-Sho-Air T16  | Twenty16-Sho-Air T16 |
| -------------------- | --------------------- | -------------------- |
| Num                  | Coureuse              | Pos                  |
| 71                   | Carmen Small (USA)    | 55e                  |
| 72                   | Lauren Hall (USA)     | 59e                  |
| 73                   | Lauren Komanski (USA) | 15e                  |
| 74                   | Andrea Dvorak (USA)   | 56e                  |
| 75                   | Alison Jackson (CAN)  | 48e                  |
| 76                   | Jessica Cerra (USA)   | AB                   |

| Colombie COL | Colombie COL               | Colombie COL |
| ------------ | -------------------------- | ------------ |
| Num          | Coureuse                   | Pos          |
| 91           | Lorena Vargas              | 49e          |
| 92           | Diana Peñuela              | 36e          |
| 93           | Natalia Franco             | AB           |
| 94           | Valentina Paniagua (route) | AB           |

| BMW p/b Happy Tooth Dental BMW | BMW p/b Happy Tooth Dental BMW | BMW p/b Happy Tooth Dental BMW |
| ------------------------------ | ------------------------------ | ------------------------------ |
| Num                            | Coureuse                       | Pos                            |
| 101                            | Miranda Griffiths (AUS)        | AB                             |
| 102                            | Liza Rachetto (USA)            | 26e                            |
| 103                            | Kathryn Bertine                | AB                             |
| 104                            | Erica Zaveta (USA)             | 38e                            |
| 105                            | Shoshauna Routley (CAN)        | AB                             |
| 106                            | Megan Rathwell (CAN)           | 35e                            |

| Itau Shimano Ladies Power Team SLP | Itau Shimano Ladies Power Team SLP | Itau Shimano Ladies Power Team SLP |
| ---------------------------------- | ---------------------------------- | ---------------------------------- |
| Num                                | Coureuse                           | Pos                                |
| 111                                | Rocío Parrado (COL)                | 31e                                |
| 112                                | Andreina Rivera (COL)              | 66e                                |
| 113                                | Jessenia Meneses (COL)             | 23e                                |
| 114                                | Aranza Villalón (CHI)              | 30e                                |
| 115                                | Maria Aldana Cetra (ARG)           | AB                                 |

| Optum-Kelly Benefit Strategies OPW | Optum-Kelly Benefit Strategies OPW | Optum-Kelly Benefit Strategies OPW |
| ---------------------------------- | ---------------------------------- | ---------------------------------- |
| Num                                | Coureuse                           | Pos                                |
| 121                                | Lex Albrecht (CAN)                 | 8e                                 |
| 122                                | Amy Charity (USA)                  | 42e                                |
| 123                                | Leah Kirchmann (CAN) (route)       | 7e                                 |
| 124                                | Jasmin Duehring (CAN)              | 60e                                |
| 125                                | Brianna Walle (USA)                | 10e                                |
| 126                                | Maura Kinsella (USA)               | AB                                 |

| Tibco-Silicon Valley Bank TIB | Tibco-Silicon Valley Bank TIB | Tibco-Silicon Valley Bank TIB |
| ----------------------------- | ----------------------------- | ----------------------------- |
| Num                           | Coureuse                      | Pos                           |
| 141                           | Lauren Stephens (USA)         | 13e                           |
| 142                           | Joanne Kiesanowski (NZL)      | 27e                           |
| 143                           | Kathrin Hammes (GER)          | 28e                           |
| 144                           | Emily Collins (NZL)           | 39e                           |
| 145                           | Kendall Ryan (USA)            | 52e                           |
| 146                           | Joanne Hogan (AUS)            | 54e                           |

| UnitedHealthcare UHC | UnitedHealthcare UHC   | UnitedHealthcare UHC |
| -------------------- | ---------------------- | -------------------- |
| Num                  | Coureuse               | Pos                  |
| 151                  | Coryn Rivera (USA)     | 5e                   |
| 152                  | Laura Brown (CAN)      | 53e                  |
| 153                  | Hannah Barnes (GBR)    | 22e                  |
| 154                  | Katie Hall (USA)       | 24e                  |
| 155                  | Rushlee Buchanan (NZL) | 57e                  |
| 156                  | Alexis Magner (USA)    | 32e                  |

| Mexique MEX | Mexique MEX         | Mexique MEX |
| ----------- | ------------------- | ----------- |
| Num         | Coureuse            | Pos         |
| 162         | Marcela Prieto      | AB          |
| 163         | Ana María Hernandez | 64e         |
| 164         | Dulce Pliego        | 43e         |
| 165         | Ana Garza           | AB          |

| Colavita–Fine Cooking ___ | Colavita–Fine Cooking ___ | Colavita–Fine Cooking ___ |
| ------------------------- | ------------------------- | ------------------------- |
| Num                       | Coureuse                  | Pos                       |
| 171                       | Jessica Cutler (USA)      | AB                        |
| 172                       | Kathryn Donovan (USA)     | 50e                       |
| 175                       | Mary Zider (USA)          | 20e                       |
| 176                       | Whitney Allison (USA)     | AB                        |

| Fearless Femme-Haute Wheels Racing ___ | Fearless Femme-Haute Wheels Racing ___ | Fearless Femme-Haute Wheels Racing ___ |
| -------------------------------------- | -------------------------------------- | -------------------------------------- |
| Num                                    | Coureuse                               | Pos                                    |
| 181                                    | Christy Keely (USA)                    | AB                                     |
| 182                                    | Fiona Meade (IRL) (route)              | AB                                     |
| 183                                    | Janelle Cole (USA)                     | AB                                     |
| 185                                    | Lauretta Hanson (AUS)                  | AB                                     |
| 186                                    | Starla Teddergreen (USA)               | AB                                     |

| Xirayas de San Luis XSL | Xirayas de San Luis XSL     | Xirayas de San Luis XSL |
| ----------------------- | --------------------------- | ----------------------- |
| Num                     | Coureuse                    | Pos                     |
| 191                     | Antonella Leonardi (ARG)    | AB                      |
| 192                     | Maria Carla Alvarez (ARG)   | AB                      |
| 193                     | Valeria Romina Pintos (ARG) | AB                      |
| 194                     | Debora Noelia Haedo (ARG)   | AB                      |

| Pepper Palace-The Happy Tooth PPC | Pepper Palace-The Happy Tooth PPC | Pepper Palace-The Happy Tooth PPC |
| --------------------------------- | --------------------------------- | --------------------------------- |
| Num                               | Coureuse                          | Pos                               |
| 201                               | Laura Jorgensen (USA)             | 41e                               |
| 202                               | Lindsay Bayer (USA)               | 65e                               |
| 203                               | Christina Gokey-Smith (USA)       | AB                                |
| 204                               | Courteney Lowe (NZL)              | AB                                |

Source partielle, les dossards sont mal connus.